# Imigração estadunidense no Brasil
A imigração estadunidense para o Brasil é um movimento migratório que teve início no final do século XIX, quando confederados fugiram do Sul dos Estados Unidos por conta da guerra civil que ocorria naquele país e formaram um subgrupo cultural na sociedade brasileira da época. Estima-se que esse primeiro fluxo migratório tenha chegado em uma faixa entre 30 e 50 mil pessoas,[carece de fontes?] que se instalaram principalmente nas cidades de Americana e Santa Bárbara d'Oeste, no interior do estado de São Paulo. No século XXI, no entanto, ainda há imigração de estadunidenses para o Brasil. Brasilo-estadunidense ou brasilo-norte-americano é um brasileiro descendente de estadunidenses, ou uma pessoa nascida nos Estados Unidos imigrante no Brasil.
No final da Guerra Civil Americana, o Imperador Dom Pedro II estava interessado em desenvolver a cultura de algodão no Império do Brasil devido aos preços elevados do produto e, através de contatos na Maçonaria, recrutou experientes produtores estadunidenses de algodão e ofereceu subsídios e incentivos fiscais aos potenciais imigrantes. O general Robert E. Lee, no entanto, aconselhou os habitantes dos recém-criados Estados Confederados da América a não fugirem para a América do Sul, mas muitos ignoraram o conselho e partiram para estabelecer uma nova vida longe da destruição causada pela guerra civil.
Entre 1865 e 1885, quase dez mil americanos brancos provenientes principalmente do Sul dos Estados Unidos aportaram em Recife, Vitória, Rio de Janeiro e Santos. Os imigrantes se estabeleceram em vários lugares no Brasil, que vão desde as áreas urbanas do Rio de Janeiro e São Paulo, Florianópolis, nordeste (especialmente Caruaru, em Pernambuco) e até a região amazônica, como também no sul brasileiro (principalmente no Paraná). No entanto, a maioria dos imigrantes estadunidenses assentaram-se na área ao redor das cidades paulistas de Santa Bárbara d'Oeste e Americana (derivado do nome de Vila dos Americanos), na região de Campinas. O primeiro imigrante confederado original conhecido a chegar no Brasil foi o senador William Hutchinson Norris, do Alabama, que chegou em Santa Bárbara d'Oeste, às vezes chamada de "Colônia Norris". Os colonos trouxeram com eles técnicas agrícolas modernas e novas culturas, como melancia e nozes, e que logo se espalharam entre os agricultores nativos brasileiros. Alguns alimentos da cultura dos Estados Unidos também foram trazidos e se tornaram parte da cultura brasileira em geral, tais como a torta xadrez e o frango frito. Os confederados originais trouxeram muitos elementos da cultura norte-americana e estabeleceram as primeiras igrejas batistas no Brasil. Eles também estabeleceram as escolas públicas, desde a educação aos seus filhos do sexo feminino, o que era incomum no país daquela época.
Estadunidenses imigram para o Brasil há mais de um século em busca de terras férteis e baratas para cultivar, hoje em dia principalmente no Centro-Oeste brasileiro, por conta de oportunidades no setor agrícola da região. Em 2000, o número oficial de estadunidenses que viviam no Brasil era de 22,3 mil pessoas, além de mais de 50 mil descendentes. Os imigrantes mais recentes veem ao país para oferecer mão de obra especializada para multinacionais, universidades e instituições de pesquisa. No entanto, apenas 2,7% do total de imigrantes que vêm legalmente para o Brasil são estadunidenses, segundo dados de 2000 da Polícia Federal.

## História

### Antecedentes e início

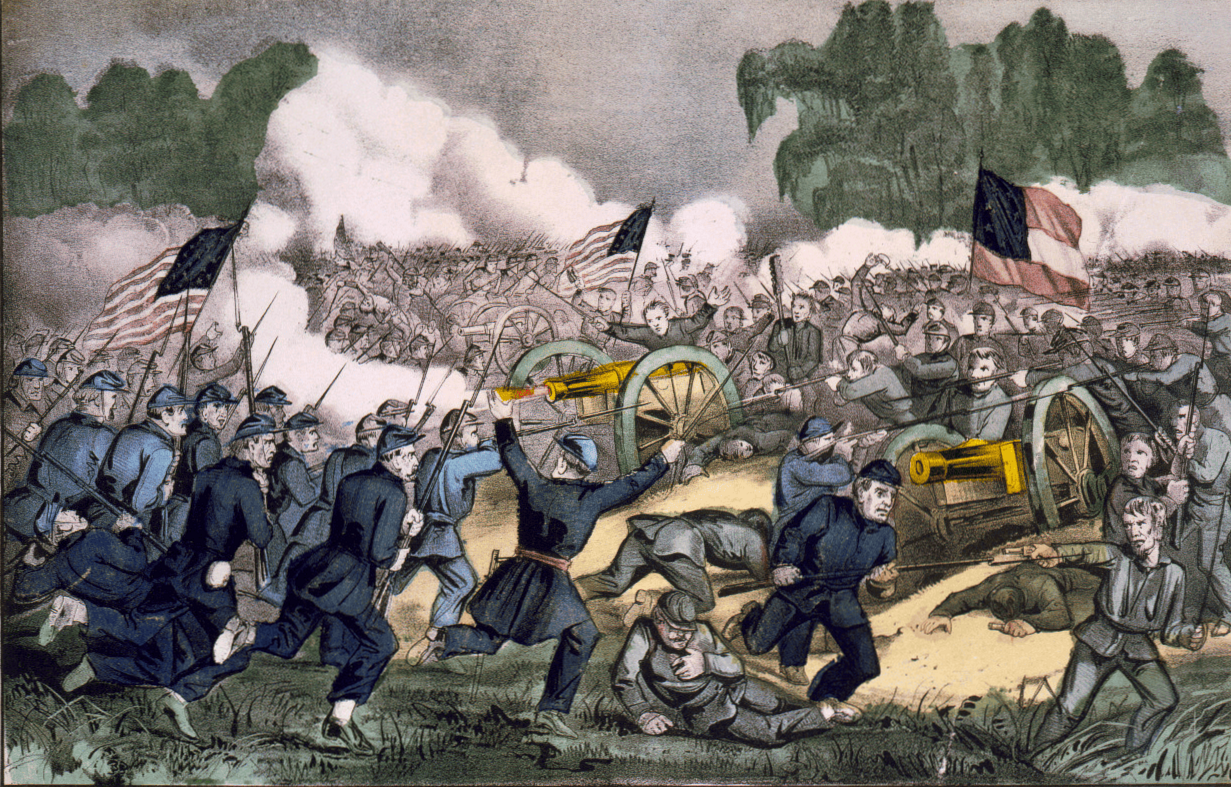
Pintura da Batalha de Gettysburg, a maior batalha ocorrida no continente americano.

Após o fim da Guerra Civil Americana, os confederados se encontraram numa situação econômica muito difícil, tendo seus estados completamente arrasados pela guerra. Não somente a questão econômica, bem como a perseguição e discriminação que se seguiu contra a população confederada, os fez obrigados a buscar uma melhor condição de vida. Essa fuga consistiu no maior êxodo populacional da história dos Estados Unidos.
Ouviram falar do Brasil e das vantagens que o imperador dava a quem soubesse plantar algodão. Antes da guerra, o Sul era o maior exportador de algodão do mundo, exportando para os teares da Inglaterra e da França. O imperador brasileiro dom Pedro II, no vigor dos seus quarenta anos, viu a oportunidade de o Brasil entrar no mercado e incentivou a vinda de plantadores de algodão dos estados sulistas estadunidenses para o Brasil. 
Amargurados e feridos, os sulistas tinham que fazer surgir das cinzas um pouco de calor para se aquecer. Muitos venderam suas propriedades, juntaram seus pertences e vieram para o Brasil, para uma terra onde não houvesse guerras, nem espezinhamento, nem confisco de bens (leia-se: outros seres humanos) Não se sabe ao certo o número de confederados que abandonaram os Estados Unidos e se instalaram no Brasil, mas estimativas variam entre 4 000 e 20 000 confederados. Outros estimam esse número em 10 000 imigrantes.

### Companhias de emigração
Antes mesmo do fim da guerra em 1865, já se falava em emigrar para o Brasil, mas muito pouco se sabia sobre este país. Após o fim da guerra, houve tal reavivamento da questão, que foram formadas várias companhias de emigração. Representantes foram mandados para o Brasil para verificar terras, clima e as facilidades oferecidas pelo imperador. Em novembro de 1865, o estado da Carolina do Sul formou uma sociedade de colonização e mandou ao Brasil o major Robert Meriwether e o doutor H. A. Shaw, além de outros, para verificar a possibilidade de se estabelecer uma colônia. Na volta, publicaram um relatório mencionando que dois senhores já compraram terras e se estabeleceram aqui. O primeiro, Charles Gunter, estabeleceu-se na região do Rio Doce, no Espírito Santo, que falhou por causa da Malária, e o segundo, o reverendo Ballard S. Dunn, levou seu grupo para Cananéia, onde também fracassou pois as terras não eram apropriadas para o plantio do algodão.

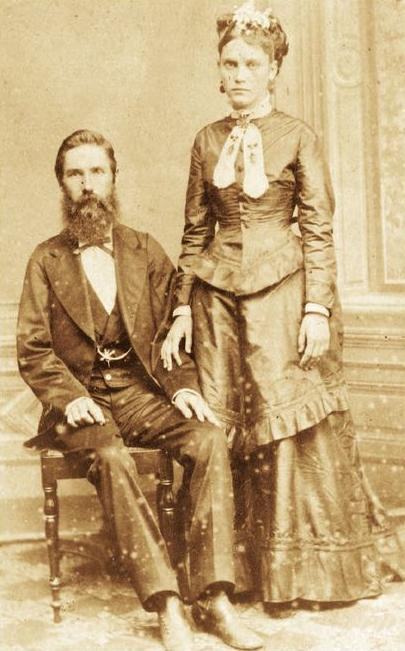
Os imigrantes confederados Joseph Whitaker e Isabel Norris

Na mesma época, o Dr. James Fadden Gaston, também da Carolina do Sul, viajou intensamente pela província de São Paulo, e na volta publicou o livro "Hunting a Home in Brazil", para orientação dos colonizadores. O Dr. Gaston estabeleceu um pequeno grupo em Eldorado, não muito longe do reverendo Dunn. Este também fracassou por absoluta falta de mercado para os produtos que produziam.
Os coronéis Mc Mullan e Bower fretaram um veleiro e partiram do Texas com umas 130 pessoas e seus pertences a bordo. Naufragaram em Cuba sem perdas de vidas. Depois de muitos dissabores, chegaram a Iguape, onde Mc Mullan faleceu logo depois. As poucas famílias que se estabeleceram ao longo dos rios não permaneceram por mais de quatro anos, não aguentando a solidão e o isolamento.
O sonho de Dom Pedro de trazer milhares de imigrantes tecnicamente bem capacitados para povoar as vastas regiões desabitadas do Brasil desmoronou. Dos que vieram, uma boa parte retornou aos Estados Unidos. Diversos núcleos chegaram a ser formados e ocupados durante alguns anos, e dos que restaram, alguns ouviram falar que o coronel William Hutchinson Norris estava se dando muito bem em terras além de Campinas. Venderam o que tinham e foram para lá.
Muitos Sulistas que aceitaram a oferta do Imperador perderam suas terras durante a guerra, não estavam dispostos a viver sob um exército conquistador ou simplesmente não esperavam uma melhoria da situação econômica do sul. Além disso, o Brasil não iria banir a escravidão até 1888. Embora alguns historiadores afirmem que a existência da escravidão foi um recurso, Alcides Gussi, um pesquisador independente da Universidade Estadual de Campinas, descobriu que apenas quatro famílias possuíam um total de 66 escravos entre 1868-1875. Os confederados foram primeiro grupo protestante organizado a se instalar no Brasil.

### O núcleo de Americana - Santa Bárbara d'Oeste

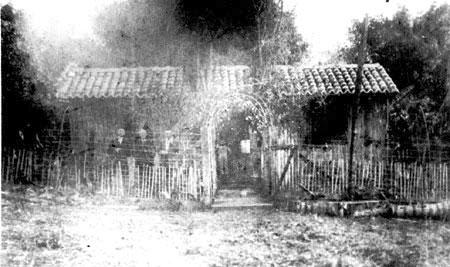
Imagem da casa da família Norris, em Americana

Em 27 de dezembro de 1865, o coronel e senador William Hutchinson Norris, do Alabama, desembarcou no porto do Rio de Janeiro. Em 1866, William e seu filho Robert Norris subiram a serra do mar, pararam em São Paulo e especularam terras. Foram-lhes oferecidas de graça terras onde hoje é o bairro do Brás, mas ele não aceitou pois era brejo. Também lhes ofereceram as terras onde hoje é São Caetano, e recusaram pelo mesmo motivo. Resolveram ir para Campinas, mas na época, a estrada de ferro ia somente 20 quilômetros além de São Paulo, e não era vantagem nenhuma pegá-la, sendo que Campinas fica a 90 quilômetros de São Paulo. Então os Norris compraram um carro de boi e foram rumo a Campinas. Levaram 15 dias para atingir a cidade, e lá ficaram por um tempo procurando terras, até lançarem suas vistas sobre a planície que se estendia de Campinas até Vila Nova da Constituição (atual Piracicaba).

Em 1972, Jimmy Carter, então governador da Geórgia, visitou o Cemitério dos Americanos, em Santa Bárbara d'Oeste, onde estão os corpos de confederados que emigraram para o Brasil depois da Guerra Civil Americana.

Os Norris compraram terras da sesmaria de Domingos da Costa Machado e estabeleceram-se às margens do Ribeirão Quilombo, na época pertencentes ao município de Santa Bárbara d'Oeste e onde hoje é o centro da cidade de Americana. Logo ao chegar, o Coronel Norris passou a ministrar cursos práticos de agricultura aos fazendeiros da região, interessados no cultivo do algodão e nas novas técnicas agrícolas. O arado que ele trouxe dos Estados Unidos causou tanta sensação e curiosidade que, em pouco tempo, já tinham uma escola prática de agricultura, com muitos alunos que lhe pagavam pelo privilégio de aprender e ainda cultivar suas roças. O Coronel escreveu para sua família que tinha conseguido 5 mil dólares só com isso. Em meados de 1867 chegou o resto de sua família acompanhada de muitos parentes.
Inúmeras propriedades agrícolas foram fundadas pelos norte-americanos que cultivavam e beneficiavam o algodão. Estabeleceram um intenso comércio, notadamente a partir de 1875, com a instalação da Estação de Santa Barbara pela Companhia Paulista de Estrada de Ferro. Devido à presença constante desses imigrantes, o povoado que foi sendo formado nas imediações da Estação passou a ser conhecido como "Vila dos Americanos", ou "Vila Americana", e deu origem a atual cidade de Americana.
Data dessa época, também, a instalação da fábrica de Tecidos Carioba pelo engenheiro norte-americano Clement Willmot e associados brasileiros, que ficava distante três quilômetros da estação ferroviária. Esta indústria teve realmente um papel muito importante para a fundação e desenvolvimento de Americana. A educação das crianças era uma das prioridades para as famílias americanas que constituíam escolas nas propriedades e contratavam professores vindos dos Estados Unidos. Os métodos de ensino desenvolvido pelos professores americanos revelaram-se tão eficientes que foram posteriormente adotados pelo ensino oficial brasileiro.
Os cultos religiosos eram celebrados nas propriedades por pastores que se deslocavam entre várias propriedades e os vários núcleos de imigração americana. Em 1895 foi fundada a primeira Igreja Presbiteriana no povoado da Estação. Devido à proibição de se enterrarem pessoas de outros credos nos cemitérios das cidades administradas pela Igreja Católica, os imigrantes americanos começaram a enterrar seus mortos próximo a sede de fazenda. Este cemitério passou a ser conhecido como Cemitério do Campo, atualmente um ponto turístico da cidade de Santa Bárbara d'Oeste. Até hoje os descendentes das famílias americanas são aí enterrados. É nesse local que se reúnem periodicamente os descendentes para cultos religiosos e festas ao redor da capela fundada no século XIX.

### Estado do Amazonas
Jason Williams Stone, um imigrante norte-americano de ascendência britânica, natural de Dana, Worcester, Massachusetts, Estados Unidos, mudou-se para o Brasil antes da Guerra Civil Americana, e acabou se tornando um fazendeiro plantador de tabaco e borracha, logo ficando muito rico. As plantações de Jason, que possuíam mais de cinco mil hectares, eram chamadas de Colônia Stone, e estavam localizadas perto da cidade de Itacoatiara, no Amazonas. Muitos de seus descendentes ainda possuem o sobrenome "Stone". Eles são encontrados principalmente nas cidades de Manaus e Itacoatiara, no Amazonas.

### Santarém

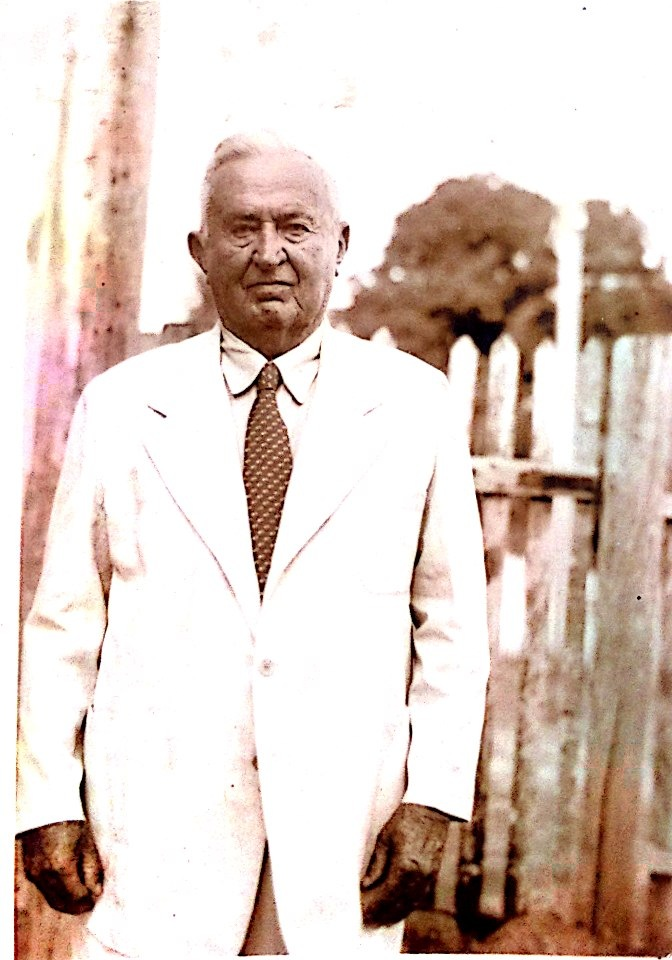
David Bowman Riker, natural de Charleston (Carolina do Sul, EUA), seringalista em Santarém, Pará.

A cidade de Santarém, no Pará, recebeu uma leva de famílias refugiadas da Guerra Civil ocorrida no Sul dos Estados Unidos. A primeira a desembarcar foi a família Riker. Na década de 1970, David Afton Riker, publicou um livro chamado O Último Confederado na Amazônia — que narra a saga dessa migração e da vida na nova pátria. Os confederados e seus descendentes notabilizaram-se na vida empresarial e política da região.
Não se sabe quantos imigrantes vieram para o Brasil como refugiados de guerra, mas pesquisas inéditas nos registros do porto do Rio de Janeiro, por Betty Antunes de Oliveira, mostra que cerca de 20.000 norte-americanos entraram no Brasil entre 1865-1885. Destes, um número desconhecido voltou para os Estados Unidos. Muitos imigrantes renunciaram à sua cidadania americana e adotaram a cidadania brasileira.

### Imigração recente
Para aumentar os lucros, alguns agricultores mudam o que plantam. Mas alguns agricultores da Região Centro-Oeste dos Estados Unidos estão mudando o lugar onde eles plantam. O Centro-Oeste é o centro tradicional da agricultura americana. No Brasil, a terra não desenvolvida pode custar duzentos e quarenta dólares por hectare, ou menos. Isso é um pouco mais de um décimo do custo da terra no Centro-Oeste americano.
Alguns dos agricultores veem a terra de baixo custo no Brasil como uma forma de expandir suas operações. E isso pode servir para outras finalidades. Pode ajudar a manter a produção da família, deixando outros membros da família têm a sua própria fazenda. Culturas como soja e algodão se desenvolvem bem no clima do Brasil. O país sul-americano tornou-se um grande exportador agrícola. É o segundo maior exportador de soja depois dos Estados Unidos. Nos últimos cinco anos, milhões de hectares foram recém-plantadas no Brasil. O crescimento tem sido especialmente elevado no centro de estados com pastagens conhecidas como "cerrado".

## Descendentes e cultura

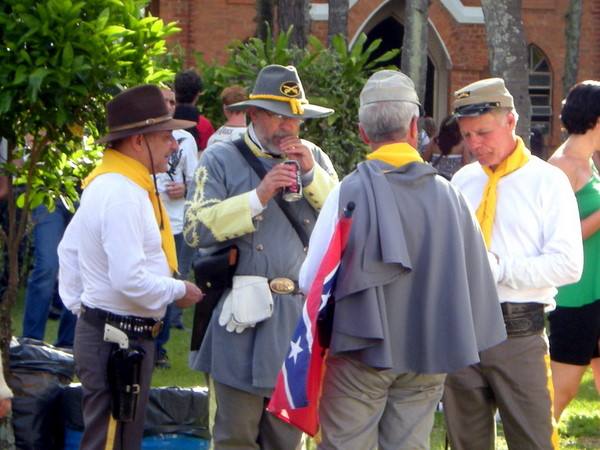
Descendentes de estadunidenses durante a Festa Confederada em Santa Bárbara d'Oeste, São Paulo.

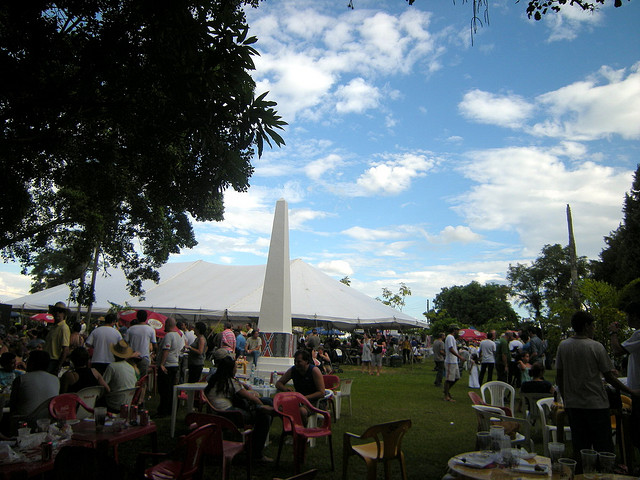
Público presente na Festa Confederada, em Santa Bárbara d'Oeste

A primeira geração de Confederados permaneceu como uma comunidade insular. Como é típico, na terceira geração, a maioria das famílias já haviam se casado com brasileiros natos ou imigrantes de outras origens. Os descendentes do confederados cada vez mais passaram a falar a língua portuguesa e a se identificarem como brasileiros. Como a região no torno dos municípios de Santa Bárbara d'Oeste e Americana tornou-se um polo para a produção de cana-de-açúcar e a sociedade tornou-se mais móvel, os confederados mudaram-se para cidades maiores em busca de empregos urbanos. Atualmente, apenas algumas famílias de descendentes ainda vivem em terras de propriedade de seus antepassados. Os descendentes dos confederados estão mais espalhadas por todo o Brasil. Eles mantêm a sede da sua organização no Cemitério do Campo, em Santa Bárbara d'Oeste, onde também há uma capela e um memorial.
Os descendentes promovem uma conexão com a sua história através da Fraternidade Descendência Americana, uma organização de descendentes dedicada a preservar a cultura dos imigrantes. Os descendentes dos confederados também realizam um festival anual em Santa Bárbara d'Oeste chamado "Festa Confederada", que é dedicado a financiar o Cemitério do Campo. Durante o festival, bandeiras e uniformes confederados são usados, enquanto alimentos e danças típicas do sul dos Estados Unidos são servidos e apresentados. Os descendentes mantém afeto pela bandeira confederada, embora se identifiquem como totalmente brasileiros. Muitos descendentes confederados viajaram para os Estados Unidos a convite da Sons of Confederate Veterans, uma organização de descendentes americanos, para visitar os campos de batalha da guerra civil, participar de encenações ou visitar os locais onde seus antepassados viveram.
A bandeira confederada no Brasil não adquiriu o mesmo simbolismo político que tem nos Estados Unidos. Muitos descendentes são mestiços e refletem os diversos grupos étnicos que formam a sociedade brasileira em sua aparência física. Após a visita do então governador Jimmy Carter na região em 1972, o governo de Americana chegou a incorporar a bandeira confederada ao seu brasão de armas (embora a maioria da população ítalo-descendente tenha removido-a alguns anos mais tarde do símbolo oficial da cidade, já que os descendentes dos confederados compreendem agora cerca de um décimo da população da cidade). Durante a visita ao Brasil, Carter também visitou a cidade de Santa Bárbara d'Oeste e a sepultura de um tio-avô de sua esposa, Rosalynn Carter, no Cemitério do Campo. Na época, Carter observou que os descendentes confederados soavam e pareciam exatamente como os habitantes do sul de seu país.
Atualmente, o Cemitério do Campo (e a capela e o memorial localizados dentro dele) em Santa Bárbara d'Oeste é um memorial, visto que a maioria dos imigrantes confederados originais da região foram enterrados lá. Por serem protestantes, eles foram proibidos pela Igreja Católica de enterrar seus mortos nos cemitérios locais e tiveram de estabelecer um cemitério próprio. A comunidade de descendentes também contribuiu para o Museu da Imigração, também localizado em Santa Bárbara d'Oeste, para apresentar a história da imigração estadunidense no Brasil.

## Centros educacionais

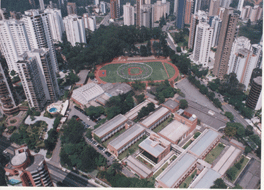
Graded - The American School of São Paulo.

Atualmente o Brasil é a casa de várias escolas americanas.
- São Paulo: Escola Graduada, Colégio Piracicabano, Chapel International School, Pan American Christian Academy, St. Francis College, American School of Campinas;
- Rio de Janeiro: American School of Rio de Janeiro, ICS - International Christian School - Rio, Our Lady of Mercy School;
- Distrito Federal: American School of Brasilia, Brasilia International School;
- Minas Gerais: American School of Belo Horizonte;
- Rio Grande do Sul: Pan American School of Porto Alegre;
- Paraná: International School of Curitiba;
- Bahia: Pan American School of Bahia;
- Pernambuco: American School of Recife;
- Pará: Amazon Valley Academy;
- Amazonas: International School of Amazonas.